# Grèce aux Jeux paralympiques d'hiver de 2010
Cet article présente des informations sur la participation et les résultats de la Grèce aux Jeux paralympiques d'hiver de 2010.

## Engagés par sport

### Ski alpin
Hommes :
- Ioannis Papavesileiou

Femmes :
- Paraskevi Christodoulopoulou

## Source
- Site officiel des JP d'hiver de Vancouver 2010